# Liste der Naturdenkmale in Schlitz (Vogelsbergkreis)
Die Liste der Naturdenkmale in Schlitz (Vogelsbergkreis) nennt die im Gebiet der Stadt Schlitz im Vogelsbergkreis in Hessen gelegenen Naturdenkmale.
| Bild            | Bezeichnung                          | Ortsteil, Lage                                | Beschreibung | Art         | Nr.      |
| --------------- | ------------------------------------ | --------------------------------------------- | --- | ----------- | -------- |
| Fotos hochladen | Steinbruch am Sängersberg            | Bernshausen 50° 38′ 29,6″ N, 9° 32′ 24,3″ O   | stillgelegter Basaltsteinbruch |             | 15.068.2 |
| Fotos hochladen | Kirchenlinde in Fraurombach          | Fraurombach 50° 40′ 30″ N, 9° 36′ 39,5″ O     | | Einzelbaum  | 15.069.1 |
| BW              | Morast- und Hasenkaute am Trübenberg | Hartershausen 50° 36′ 46,7″ N, 9° 34′ 43,4″ O | (wassergefüllte) Mulde |             | 15.070.1 |
| BW              | Teufelskaute an der Bollheide        | Hemmen 50° 36′ 32,2″ N, 9° 35′ 17,5″ O        | Kesselförmige Bodensenke |             | 15.071.1 |
| Fotos hochladen | Der Goldstein                        | Ober-Wegfurth 50° 44′ 37,7″ N, 9° 33′ 25,1″ O | Buntsandstein. Basaltgestein |             | 15.072.1 |
| Fotos hochladen | Tanzbuche am Quecker Weg             | Queck 50° 42′ 6,1″ N, 9° 34′ 10,5″ O          | | Einzelbaum  | 15.073.1 |
| Fotos hochladen | 2 halbe Eichen in Rimbach            | Rimbach 50° 43′ 56,1″ N, 9° 34′ 50,6″ O       | wegen Wurzelschäden und Pilzbefall am 11. Dezember 2019 gefällt |             | 15.074.1 |
| Fotos hochladen | Halbstundeneiche                     | Rimbach 50° 43′ 29,2″ N, 9° 32′ 56,2″ O       | | Einzelbaum  | 15.075.1 |
| Fotos hochladen | Eiche am Forsthaus Eisenberg         | Schlitz 50° 41′ 0″ N, 9° 31′ 52,3″ O          | In der Feldflur | Einzelbaum  | 15.076.1 |
| Fotos hochladen | Schirmkiefern auf der Quebst         | Schlitz 50° 41′ 14,5″ N, 9° 32′ 46,7″ O       | 2 Kiefern. An Weg in Feldflur. Höhe 6,5 m – Umfang 2,35 m | Einzelbaum  | 15.077.1 |
| Fotos hochladen | Eichenallee zum Tempelberg           | Schlitz 50° 40′ 8,7″ N, 9° 34′ 30,1″ O        | 69 Eichen, bis Ende 2001: 12 Abgänge. Mitte 2002 noch 58 Eichen. September 2005: 2 Fällungen. 2016: 4 Nachpflanzungen. In der Kahl. Außenbereich. Kronenbedrängung                                        | Baumgruppe  | 15.078.1 |
| BW              | Ulme am Ziegeleiwäldchen             | 50° 40′ 26,4″ N, 9° 34′ 12″ O                 | An Wanderweg am Waldrand. Höhe 25,5 m, Umfang 3,8 m. 1998 gelöscht. | Einzelbaum  | 077      |
| Fotos hochladen | 3 Platanen am Richthof               | Schlitz 50° 45′ 25,3″ N, 9° 35′ 24,5″ O       | Einst 3, noch 2, landschaftsbildprägende Einzelbäume. Straße am Richthof (Einfahrt zur „Schlitzerländer Tierfreiheit“).                                                                                   | Einzelbäume | 15.079.1 |
| BW              | Die Zigeunerfichten                  | Unter-Schwarz 50° 44′ 31,2″ N, 9° 35′ 52,8″ O | Links und rechts eines Weges von Unterschwarz nach Langenschwarz am Waldrand unweit eines Baches. Höhe 34 m – Umfang 3,5 m. Letzter verbliebener Baum 2014 auf 10 m gestutzt, aus Verzeichnis gestrichen. | Einzelbaum  | 079      |

## Belege
1. ↑  
Naturdenkmale in Hessen. (pdf; 405 kB) Anlage zu Kleine Anfrage der Abg. Ursula Hammann (BÜNDNIS 90/DIE GRÜNEN) vom 15.04.2011 betreffend Biotopverbund Teil 2 und Antwort der Ministerin für Umwelt, Energie, Landwirtschaft und Verbraucherschutz. Hessischer Landtag, 22. Juni 2011, S. 103–108, abgerufen am 4. Februar 2016.
2. 1 2 3 4 5 6 7 8 9 10 11 12 13 14 15 16 17 18 19  
Naturdenkmäler im Vogelsbergkreis -Übersichtstabelle- Anlage 1 der Verordnung. (pdf; 30 kB) www.vogelsbergkreis.de, 1. Januar 2018, abgerufen am 7. Januar 2022.
3. ↑  Naturdenkmal nicht mehr zu retten: „2 halbe Eichen“müssen gefällt werden

- Karte mit allen Koordinaten:
- OSM |
- WikiMap